# Karavantiosz
Karavantiosz (ógörög Καραβάντιος, latin Caravantius; ?, i. e. 220 előtt – Iguvium ?, i. e. 167 után) athaman (görög) származású illír hadvezér. Az ókori Illír Királyság utolsó királyának, Genthiosznak a féltestvére, az ő révén az ardiata uralkodóház tagja.

## Életútja
Anyja Eurüdiké, Amünandrosz athaman király leánya volt. Már születése után, i. e. 220-ban anyja feleségül ment az illír Pleuratoszhoz – a későbbi III. Pleuratosz királyhoz –, és az új házasságból Karavantiosznak két féltestvére született: Genthiosz és Platór. Idősebbik féltestvére, Genthiosz i. e. 189/181 között az Illír Királyság uralkodója lett.
A történeti forrásokban az i. e. 168. január–februári harmadik római–illír háború kapcsán bukkan fel Karavantiosz mint Genthiosz hadvezére és bizalmasa. A háború kirobbanásakor ezer gyalogos és ötven lovas élén a Drilón völgyében fellázadt Cavii törzsbeliek ellen vonult. Székhelyüket, Epikariát csakhamar elfoglalta, de egy közelebbről ismeretlen, Karavandisz nevű településnél ellenállásba ütközött: a város lakói falaik közül ki-kitörve támadták a környéket dúló Karavantiosz embereit. Ezalatt Genthiosz a túlerőben lévő római sereggel szemben Szkodra erődítésébe szorult vissza. Egy háromnapos tűzszünet során felkereste Karavantioszt, akit azzal bízott meg, hogy a daorszok között felmentősereget toborozzon. Karavantiosz fel is fegyverezte a daorszokat, ám azok váratlanul átálltak a rómaiakhoz, ő pedig Meteonba szorult vissza. A rómaiak csakhamar Szkodrában foglyul ejtették Genthioszt, a háború véget ért. A Szkodrában addig fogva tartott Marcus Perperna egy csapat élén Meteonba ment, ahol a királyi család többi tagjával egyetemben foglyul ejtette Karavantioszt is.
Genthioszt és családtagjait fogolyként Rómába küldték. Az i. e. 167 februárjában megrendezett diadalmenetben, a rabként vonuló illír királyi család tagjai között ott volt Karavantiosz is. Az illír királyi családot ezt követően előbb Spoletiumba, majd a helyiek tiltakozása miatt az umbriai Iguviumba deportálták. Karavantiosz vélhetően ott fejezte be életét.